# Concordia liberi arbitrii cum gratiae donis, divina praescientia, providentia, praedestinatione et reprobatione
La Concordia liberi arbitrii cum gratiae donis, divina praescientia, providentia, praedestinatione et reprobatione è l'opera principale del teologo e gesuita spagnolo Luis de Molina, originariamente pubblicata in latino nel 1588.

## Temi
La dottrina di Luis de Molina è ottimista riguardo alle capacità naturali dell'uomo di fare il bene, contrariamente alla visione pessimistica dei luterani. Pur distinguendo tra "beni naturali" (che tutti gli uomini possono raggiungere), e "beni soprannaturali", che richiedono la grazia divina: "Abbiamo bisogno di Cristo come redentore, affinché tutto questo ci sia conferito e possiamo renderci degno di godere della felicità eterna alla presenza di Dio."
Riguardo ai beni naturali, Molina ritiene che: "sarebbe sorprendente se fossimo stati creati in vista di un fine naturale e tuttavia non potessimo compiere alcun atto onesto con le nostre forze e solo con l'assistenza generale di Dio".

## Fortuna dell'opera
L'opera ebbe un certo impatto nell'ambito teologico del tempo e dal pensiero di Luis de Molina derivò, tra l'altro, l'importante corrente di pensiero del molinismo.